# Marabese Design
Marabese Design è un'azienda italiana specializzata in design, del settore motociclistico.
Sede dell'Azienda è Cerro Maggiore in provincia di Milano.

## Storia
Fondata come Studio Marabese da Luciano Marabese nel 1984, l’azienda ha cambiato poi denominazione in Marabese Design nel 1997.
La Marabese Design si occupa anche della progettazione di imbarcazione, ultraleggeri e veicoli a quattro ruote.
Un ramo di azienda si occupa anche di studio di prototipi industriali. A titolo di esempio nel 1999 venne realizzato un prototipo artigianale di scooter a tre ruote (2 anteriori, entrambe sterzanti ed in grado di seguire i movimenti trasversali del corpo vettura) in cui si evidenziavano doti di stabilità, aderenza, frenata. Da questa idea successivamente la Marabese ha collaborato sia con Aprilia per lo sviluppo del prototipo Aprilia Los Angeles 500 esposto nel 2001 che con la Italjet da cui venne ricavato il modello Italjet Scooop, anch’esso esposto nel 2001.
L'industrializzazione però era ancora lontana, e si è concretizzata solamente nel 2006, sette anni più tardi, quando tali progetti vennero approvati dal gruppo Piaggio che ne ha sviluppato il modello MP3.

## Veicoli disegnati
- Aprilia Atlantic
- Aprilia Los Angeles
- Aprilia Pegaso 650
- Gilera Runner
- Gilera Nexus
- Gilera Typhoon/Storm
- Gilera KZ
- Gilera RC
- Italjet Scooop
- Moto Guzzi V11
- Moto Guzzi V10 Centauro
- Moto Guzzi Breva 750 – Breva V1100
- Moto Guzzi Griso
- Moto Guzzi Norge
- Moto Morini Corsaro 1200
- Moto Morini 9 1/2
- Moto Morini Granpasso
- Piaggio NRG
- Piaggio Typhoon
- Piaggio Vespa Granturismo (2003)
- Piaggio X8
- Piaggio MP3 (tecnologia tre ruote)
- Piaggio Zip
- Piaggio Sfera
- Piaggio Hexagon
- Quadro 350D/S
- Triumph Tiger 1050
- Triumph Speed Triple[3]
- Yamaha MT-03